# Frank Dillane
Pour les articles homonymes, voir Dillane.
Frank Stephenson Dillane est un acteur britannique, né le 21 avril 1991 à Londres (Angleterre).
Il se fait connaître grâce aux personnages tels que Henry Coffin dans Au cœur de l'océan et Tom Jédusor Jr. dans Harry Potter et le Prince de sang-mêlé, ainsi que Nick Clark dans la série Fear the Walking Dead.

## Biographie

### Jeunesse et formation
Frank Dillane naît le 21 avril 1991 à Londres, en Angleterre. Il passe une partie de son enfance à Brixton, avant d'emménager avec sa famille à Forest Row, un petit village du Sussex de l'Est[réf. nécessaire].
Dès son plus jeune âge, il est baigné dans une atmosphère créative : sa mère, Naomi Wirthner, dirige une compagnie théâtrale du Sussex nommée Barebones Project et son père, Stephen Dillane, joue dans de nombreux films et séries (dont Game of Thrones), recevant le British Academy Television Award du meilleur acteur en 2009.
Après l'obtention de son A-level, il intègre la Royal Academy of Dramatic Art, où il suit des cours en art dramatique pendant trois ans. Il y sort diplômé en juillet 2013.

### Carrière
À l'âge de six ans, Frank Dillane fait ses premiers pas avec son père, Stephen Dillane, devant la caméra, faisant de la figuration dans Bienvenue à Sarajevo (Welcome to Sarajevo) de Michael Winterbottom (1997).
En 2009, il est choisi pour interpréter l'adolescent Tom Jedusor, alias Voldemort, dans le sixième film de la série Harry Potter, Harry Potter et le Prince de sang-mêlé (Harry Potter and the Half-Blood Prince). Ainsi le grand public le découvre.
En été 2011, bien que le règlement intérieur de l'école interdise aux élèves de participer à des projets extérieurs pendant la durée de leur scolarité, il est autorisé à titre exceptionnel à accepter le rôle de James Papadopoulos dans le film indépendant Papadopoulos & Sons de Marcus Markou (2012) — hors des périodes de formation de la RADA.
En juillet 2013, il interprète un personnage dans une pièce de théâtre Candida, sous la direction de Simon Godwin, au théâtre Royal de Bath. En automne de la même année, il est le jeune matelot Henry Coffin dans le film Au cœur de l'océan (In the Heart of the Sea) de Ron Howard (2015), adaptation d'un roman de Nathaniel Philbrick racontant le naufrage tragique du baleinier Essex dans l'océan Pacifique.
En février 2014, il serait engagé à incarner le rôle principal dans l'adaptation du roman à succès Maestro de l'Australien Peter Goldsworthy, réalisée par Catherine Jarvis, sous la production Bow Street Films qui le décrit comme possédant « un talent et une présence extraordinaires ». En mars, il rejoint l'actrice Dakota Fanning en Nevada, avec qui il joue dans le tournage du film Viena and the Fantomes de Gerardo Naranjo (2015). En décembre, il est engagé comme acteur principal de la série Fear the Walking Dead, créée par Robert Kirkman et Dave Erickson (en) et diffusée en 2015 sur la chaîne AMC
En 2015, il apparaît dans trois épisodes de la série de science-fiction Sense8, réalisée par Lana et Lilly Wachowski.
En 2018, il est Alex Harmann, étudiant qui essaie la projection astrale afin de renouer le contact avec sa mère, dans le premier long métrage d'horreur Astral de Chris Mul. Ce dernier révèle dans une interview que l'acteur, lui-même, a souffert de la paralysie du sommeil qui rend bien à son personnage.
En 2025 il joue dans le film Urchin. Le film est sélectionné dans la section Un Certain Regard lors du Festival de Cannes 2025. Il y est récompensé par le jury du prix du meilleur acteur.

## Filmographie

### Longs métrages
- 1997 : Bienvenue à Sarajevo (Welcome to Sarajevo) de Michael Winterbottom : Christopher Henderson
- 2009 : Harry Potter et le Prince de sang-mêlé (Harry Potter and the Half-Blood Prince) de David Yates : Tom Jedusor Jr./ Lord Voldemort, adolescent
- 2012 : Papadopoulos & Sons (en) de Marcus Markou : James Papadopoulos
- 2015 : Au cœur de l'océan (In the Heart of the Sea) de Ron Howard : Henry Coffin
- 2018 : Astral de Chris Mul : Alex Harmann
- 2019 : Comment je suis devenue une jeune femme influente (How to Build a Girl) de Coky Giedroyc : Tony Rich
- 2020 : Viena and the Fantomes de Gerardo Naranjo : Keyes
- 2024 : Harvest de Athina Rachel Tsangari : Jordan
- 2025 : Urchin de Harris Dickinson : Mike

### Séries télévisées
- 2015 : Sense8 : Shugs (3 épisodes)
- 2015-2018 : Fear the Walking Dead : Nick Clark (44 épisodes)
- 2016 : Fear the Walking Dead: Flight 462 (saison 1, épisode 16 : Flight 462: Part 16)
- 2021 : The Girlfriend Experience : Christophe (6 épisodes)
- 2022 : The Essex Serpent : Luke Garrett (6 épisodes)
- 2024 : Nell Rebelle (Renegade Nell) : Charles Devereux (8 épisodes)
- 2024 : Joan : Boisie (6 épisodes)

## Distinctions

### Récompenses
- Festival de Cannes 2025 : Meilleur acteur Un Certain Regard pour Urchin